# Dominique Perrault
Dominique Perrault, född 9 april 1953 i Clermont-Ferrand, är en fransk arkitekt.
Perrault studerade vid olika konst- och arkitekturskolor i Paris från 1978 till 1980 och grundade 1981 ett eget arkitektkontor i Paris. Idag har detta kontor även filialer i Barcelona, Baltimore, Berlin och Luxemburg. Sitt genombrott som arkitekt fick han 1984 i och med projekteringen av den tekniska högskolan ESIEE (École supérieure d'ingénieurs en électronique et électrotechnique) i Marne-la-Vallée. År 1989 vann han den internationella tävlingen om Bibliothèque nationale de France, vilket stod färdigt 1996. Mellan 1998 och 2001 var Perrault chef för det franska arkitekturinstitutet.

## Verk i urval
- ESIEE (École supérieure d'ingénieurs en électronique et électrotechnique), Marne-la-Vallée (1984)
- Bibliothèque nationale de France, Paris (1990–1996)
- Velodrom och simhall inför OS, Berlin (1993–1999)
- Europadomstolen, Luxemburg
- Innsbrucks rådhus (2002)
- Kvinnouniversitetet Ewha, Seoul, 2012

## Projekt under uppförande
- DC Towers, Wien
- Perrault Bridges, Palermo
- Hotel Habitat, Barcelona
- Tennishall, Madrid
- Mariinskijteatern, Sankt Petersburg